# Samostan Tašilhunpo
Samostan Tašilhunpo (tibetansko བཀྲ་ཤིས་ལྷུན་པོ་) je zgodovinsko in kulturno pomemben samostan v Šigatseju, drugem največjem mestu na Tibetu. Ustanovil ga je leta 1447 1. dalajlama, in je tradicionalni samostanski sedež pančenlame.
Samostan je bil izropan leta 1791, ko je kraljestvo Gorkha napadlo Tibet in zavzelo Šigatse. Združena tibetanska in kitajska vojska jih je pregnala vse do obrobja Katmanduja, ko so bili prisiljeni pristati na mir v prihodnosti, plačevati davek vsakih pet let in vračati, kar so oropali iz Tašilhunpa.
Samostan je tradicionalni sedež zaporednih pančenlam, druge najvišje rangirane linije tulkujev v tradiciji gelugov tibetanskega budizma. »Taši« ali pančenlama je imel posvetno oblast nad tremi majhnimi okrožji, vendar ne nad samim mestom Šigatse, ki ga je upravljal dzongpön (prefekt), imenovan iz Lase.
Samostan stoji na hribu v središču Šigatseja. Romarji obkrožajo samostan po lingkhorju (sveti poti) zunaj obzidja.
Polno ime samostana v tibetanščini pomeni »vsa sreča in bogastvo zbrana tukaj« ali »kup slave«. Kapitan Samuel Turner, britanski častnik Vzhodnoindijske družbe, ki je samostan obiskal konec 18. stoletja, ga je opisal takole:
»Če bi se veličastnost kraja povečala zaradi kakršnega koli zunanjega vzroka, nihče ne bi mogel bolj veličastno okrasiti njegovih številnih pozlačenih krošenj in stolpov kot sonce, ki je v polnem sijaju vzhajalo neposredno nasproti. Ponujal je čudovito lep in sijajen razgled; učinek je bil skoraj čaroben in naredil je vtis, ki ga čas ne bo nikoli izbrisal iz mojega spomina.«
Čeprav sta bili dve tretjini stavb uničeni med kitajsko kulturno revolucijo, so bile to predvsem rezidence za 4000 menihov. Leta 1966 so Rdeči gardisti vodili množico, ki je razbijala kipe, sežigala svete spise in odpirala stupe z relikvijami 5. do 9. pančenlame ter jih metala v reko. Nekatere od teh posmrtnih ostankov so rešili domačini, leta 1985 pa je Čoekji Gjaltsen, 10. pančenlama, začel gradnjo nove stupe, da bi jih nastanil in počastil svoje predhodnike. Končno je bila posvečena 22. januarja 1989, le šest dni preden je umrl v starosti enainpetdeset let v Tašilhunpu. »Kot da bi rekel, da lahko zdaj počiva.«

## Zgodovina
Samostan je leta 1447 ustanovil Gedun Drub, učenec slavnega budističnega filozofa Je Tsongkhape, ki je bil kasneje imenovan za prvega dalajlamo. Gradnja je bila financirana z donacijami lokalnih plemičev.
Kasneje je Lobsang Chökyi Gjalsten – četrti pančenlama in prvi pančenlama, ki so ga kot takega priznali mongolski vladarji – samostan znatno razširil. Od takrat so vsi pančenlame prebivali v Tašilhunpu in so ga postopoma širili.
11. pančenlama Choekyi Gjalpo, ki ga je kitajska vlada priznala z Zlato žaro, je bil pod kitajskim nadzorom ustoličen v samostanu novembra/decembra 1995.
- Pogled na samostan
- Še en pogled na samostan
- Zid thangka s pogledom na samostan
- Dva meniha novinca. Tašilhunpo, 1993
- Menihi hitijo na bogoslužje, Tashi Lhunpo, 1993

## Bronasti kip Bude
Najvišji in največji bronasti kip Bude DŽampa na svetu je v samostanu Tašilhunpo. Buda Džampa v tibetanskem budizmu je Buda Maitreja v kitajskem budizmu, ki je zadolžen za prihodnost. Ta kip Bude je visok 26,2 metra. Čepi na 3,5 metra visokem lotosovem sedežu in gleda na celoten samostan. Kip Bude je okrašen z več kot 1400 dragocenimi okraski, kot so biseri, diamanti in korale. Po zapisih je kip Bude v štirih letih ulilo 110 obrtnikov.

## Podružnični samostani
Eden od njegovih podružničnih samostanov je bil znameniti samostan Drongtse, 14 km severno od Tsečena.
Leta 1972 je tibetansko prebivalstvo v izgnanstvu zgradilo še en samostan v Bilakupeju v Indiji.